# Du bist so leicht zu lieben
Du bist so leicht zu lieben (Originaltitel: Easy to Love) ist eine US-amerikanische Musicalkomödie aus dem Jahr 1953 von Charles Walters mit Esther Williams und Van Johnson in den Hauptrollen.

## Handlung
Ray Lloyd, Betreiber des üppigen Cypress Gardens Resorts in Florida, schreibt es seinem Marketinggeschick zu, dass er, wie er glaubt, dem Land Badeanzüge nahegebracht habe, indem er Badeschönheiten in allen Werbekampagnen von Zahnpasta bis zu Gefrierschränken einsetzte. Rays Star-Attraktion ist die Schwimmerin Julie Hallerton, die seit acht Jahren unermüdlich für ihn arbeitet. Eines Tages, nachdem sie eine Wasserski-Show beendet hat, beschwert sich Julie bei Ray über ihre langen Arbeitszeiten und ist wütend, als er sie bittet, ihre Verabredung zum Abendessen abzusagen und eine zusätzliche Show für ein Filmteam zu geben, das einen Reisebericht über Cypress Gardens dreht. Julie gibt seiner Bitte schließlich nach, teilt Ray nach der Show jedoch mit, dass sie kündigt, um ihren Schwimmpartner Hank zu heiraten. Als Ray ihr jedoch anbietet, sie nach New York mitzunehmen, nimmt Julie freudig an Während sie ihre Koffer packt, gesteht sie ihrer Mitbewohnerin Nancy Parmel, dass sie über ihre Heirat mit Hank gelogen hat, um Ray eifersüchtig zu machen.
Trotz seines Versprechens, Julie eine schöne Zeit zu bereiten, hält Ray sie mit der Arbeit in New York auf Trab. Bei einem Fotoshooting für das Life-Magazin erregt Julie die Aufmerksamkeit des eleganten Gesangsstars Barry Gordon, der ebenfalls fotografiert wird. Barry arrangiert, den Platz des männlichen Models in einer Lippenstiftwerbung einzunehmen, für die Julie posiert, und bald werden ihre Küsse vor der Kamera echt. Als ihr langer Arbeitstag endlich zu Ende ist, überredet Julie Ray, sie zu Barrys Nachtclubauftritt mitzunehmen, aber er besteht darauf, früh zu gehen. Zurück in ihrer Hotelsuite erhält Julie einen Anruf von Barry und willigt ein, mit ihm auszugehen, und sie tanzen bis spät in die Nacht.
Als Barry erfährt, dass Julie für nur 75 Dollar pro Woche schwimmt, modelt und sogar für Ray tippt, arrangiert er ein Treffen zwischen ihr und Oscar Levenson, der eine neue Wassershow produziert. Am nächsten Tag spricht Julie für Oscar vor, der ihr einen Job mit einem erheblich höheren Gehalt als Rays anbietet. Am Nachmittag erzählt Julie Ray von ihrem neuen Job, und nach einem Streit gibt Ray vor, würdevoll aufzugeben, was Julie erschüttert zurücklässt. Sie kann Ray nicht vergessen und eilt in letzter Minute zum Flughafen und kehrt mit ihm nach Florida zurück. Ray bittet Julie, am Abend mit ihm zu Abend zu essen, und fügt hinzu, dass er ihr etwas zu sagen habe, das sie sehr glücklich machen werde. Julie erzählt Nancy euphorisch, dass sie glaubt, Ray werde ihr am selben Abend einen Antrag machen. Als Barry aus New York anruft, gibt Julie vor, nicht da zu sein. Hank kommt vorbei, um Julie zu erzählen, dass sein Vater Öl gefunden hat und möchte, dass er nach Texas zurückkehrt, und sie sagt ihm sanft, dass sie in jemand anderen verliebt ist. Hank stürmt in Rays Büro und beschuldigt ihn, ihm seine Freundin weggenommen zu haben. Ray ist überrascht, als er erfährt, dass Julie in ihn verliebt ist.
Als Julie am Abend zum Abendessen kommt, gibt Ray vor, einen Anruf von einer anderen Frau entgegenzunehmen, und macht arrogante Bemerkungen darüber, dass er zu viel Spaß habe, um sesshaft zu werden. Dann erzählt er Julie seine „gute Nachricht“: dass er ihre Loyalität mit einer Verdoppelung ihres Gehalts belohnen wird. Am Boden zerstört rennt Julie hinaus und lässt Ray plötzlich deprimiert zurück. Julie kehrt ins Resort zurück und ist überrascht, Barry am Klavier sitzen zu sehen. Als er am nächsten Tag während ihrer Wassershow ein Liebeslied für Julie singt, wird Ray eifersüchtig. Barry bittet Julie, mit ihm nach Paris zu fahren. Bevor sie sich vergewissern kann, ob das Angebot auch eine Heirat beinhaltet, werden sie von Ray unterbrochen, der es schafft, Julie auf sein Motorboot zu bringen. Ray gesteht Julie seine Liebe und macht ihr einen Heiratsantrag, nur um festzustellen, dass Julie aus dem Boot gesprungen ist, als er zu sprechen begann.
Am nächsten Morgen, nach einem Auftritt in einer spektakulären Wasserski-Show, teilt Julie Barry mit, dass sie ihren Job im Resort kündigt. Nancy schlägt Julie versehentlich mit einem Wasserski nieder und Ray, Hank und Barry eilen an ihre Seite. Während Hank Barry eifersüchtig angreift, trägt Ray Julie weg, und als die anderen Verehrer sehen, wie er sich liebevoll um sie kümmert, geben sie sich geschlagen. Nancy erzählt Hank, dass sie schon immer an ihm interessiert war, und Barry trifft am Pool ein atemberaubendes Model. Ray belebt Julie, indem er seinen Heiratsantrag wiederholt, und sie küssen sich.

## Hintergrund
Gedreht wurde der Film von Mitte Februar bis Mitte April 1953. Teile des Films wurden im Cypress Gardens Resorts in Winterhaven in Florida gedreht.
In Presseartikeln, die vor dem Produktionsstart veröffentlicht wurden, wurde angekündigt, dass Lana Turner die Hauptrolle spiele, John Houseman produziere, Mervyn LeRoy Regie führe und Robert Buckner das Drehbuch schreibe.
Die Tänzer, die in dem New Yorker Nachtclub auftreten und nur von der Hüfte abwärts gezeigt werden, waren Regisseur Charles Walters und Cyd Charisse. Der Film enthält eine aufwendige Wasserski-Sequenz, in der Esther Williams und einhundert andere Wasserskifahrer in Formation über den Lake Eloise in Florida fahren, dabei um 26 Meter hohe Geysire herummanövrieren und Hochgeschwindigkeitssprünge ausführen. Zum Finale der Nummer springt Williams von einem an einem Hubschrauber hängenden Trapez in den See.
Cedric Gibbons und Jack Martin Smith oblag die künstlerische Leitung. Richard Pefferle und Edwin B. Willis waren für das Szenenbild zuständig, Helen Rose für die Kostüme, William Tuttle für das Maskenbild. Verantwortlicher Toningenieur war Douglas Shearer. Busby Berkeley choreografierte die Tanznummern.
Carroll Baker gab ihr Filmdebüt.

## Musik
Folgende Songs wurden im Film gespielt:
- Easy to Love von Cole Porter
- Didja Ever, Look Out! I’m Romantic und That’s What a Rainy Day Is For von Vic Mizzy und Mann Curtis
- Coquette von Gus Kahn, Carmen Lombardo und Johnny Green

## Synchronisation
Die deutsche Synchronfassung entstand im Auftrag des MGM-Synchronisations-Ateliers in Berlin.
| Rolle           | Schauspieler   | Deutscher Synchronsprecher |
| --------------- | -------------- | -------------------------- |
| Ray Lloyd       | Van Johnson    | Klaus Schwarzkopf          |
| Barry Gordon    | Tony Martin    | Erich Fiedler              |
| Hank            | John Bromfield | Horst Niendorf             |
| Ben             | King Donovan   | Harald Juhnke              |
| Mr. Barnes      | Paul Bryar     | Siegfried Schürenberg      |
| Clarice         | Carroll Baker  | Margot Leonard             |
| Fahrstuhlführer | George Davis   | Herbert Weißbach           |
| Irving          | Joseph Mell    | Erich Poremski             |
| Freddie         | David Newell   | Otto Matthies              |
| Oscar Levenson  | Benny Rubin    | Alfred Balthoff            |

Anmerkung: Die kursiv geschriebenen Namen sind Rollen und Darsteller, die nicht im Abspann erwähnt wurden.

## Veröffentlichung
Die Premiere des Films fand am 25. Dezember 1953 statt. In der Bundesrepublik Deutschland kam er am 10. September 1954 in die Kinos, in Österreich eine Woche später.

## Kritiken
Der Filmkritiken-Aggregator Rotten Tomatoes hat in einer Auswertung ein Publikumsergebnis von 48 Prozent positiver Bewertungen ermittelt.
Der Kritiker des TV Guide schrieb, dieser Film mit Esther Williams in der Hauptrolle habe nicht viel zu bieten, was die Handlung angehe, aber Busby Berkeleys spektakuläre aquatische Musiknummern sollten ausreichen, um jeden Zuschauer durch den Film zu bringen.
Das Lexikon des internationalen Films schrieb: „Anspruchslos-dünnblütige Komödie um Hollywoods erfolgreichste Badenixe Esther Williams, in der die seichte Liebesgeschichte durch aufwendigen Ausstattungs-Glamour und ein großes Wasserski- und Schwimm-Ballett verdrängt wird.“
Die Filmzeitschrift Cinema befand: „Seichte Story, aber tolle Busby-Berkeley-Choreografie.“